# Цуцулешти (Арђеш)
Цуцулешти (рум. Țuțulești) насеље је у Румунији у округу Арђеш у општини Сусени. Oпштина се налази на надморској висини од 250 m.

## Становништво
Према подацима из 2002. године у насељу је живело 423 становника, од којих су сви румунске националности.